# Anion cyclooctatétraénure

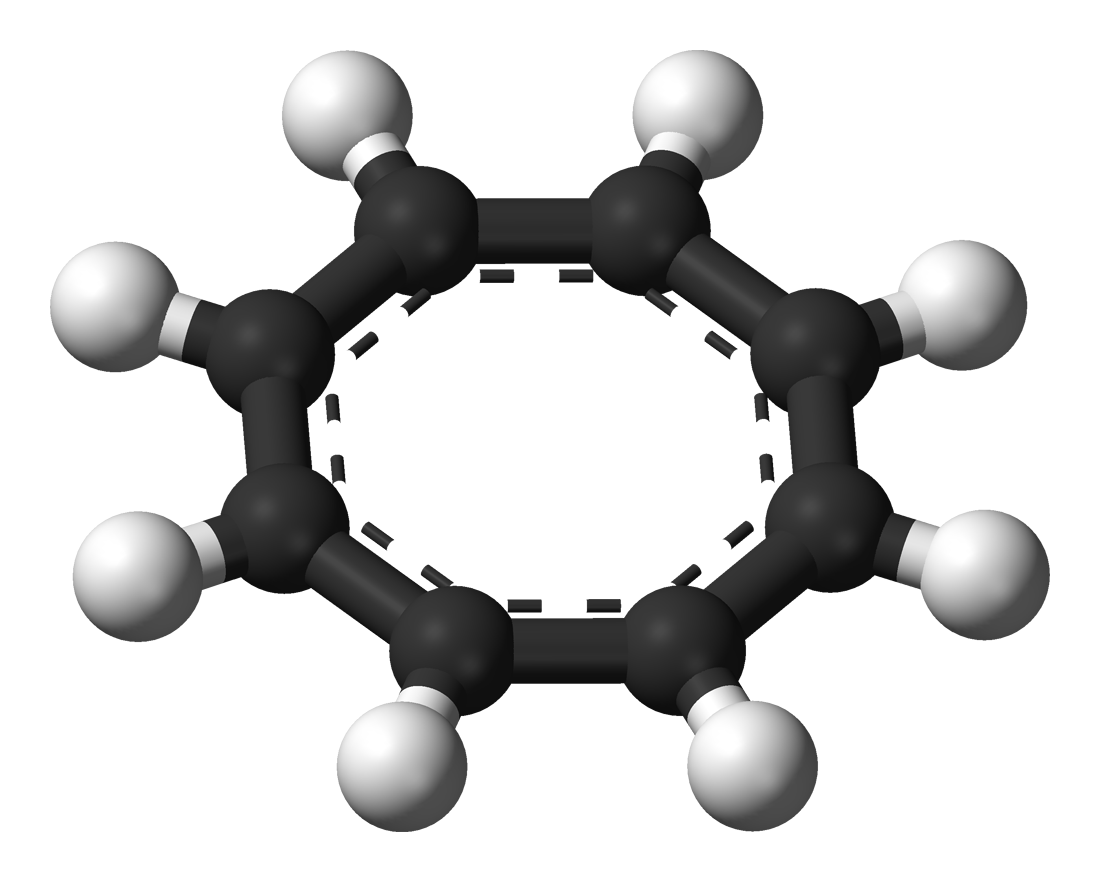
Modèle « ball-and-stick » du COT^{2−}

L'anion cyclooctatétraénure (souvent noté COT2−) est un anion organique aromatique, dérivé du cyclooctatétraène (« COT »), de formule C8H82−. 
Ce dianion est à la fois plan et aromatique (avec un compte d'électrons de Hückel de 10), comme l'anion cyclopentadiénure, et, comme lui, il forme facilement des liaisons avec les métaux.

## Composés

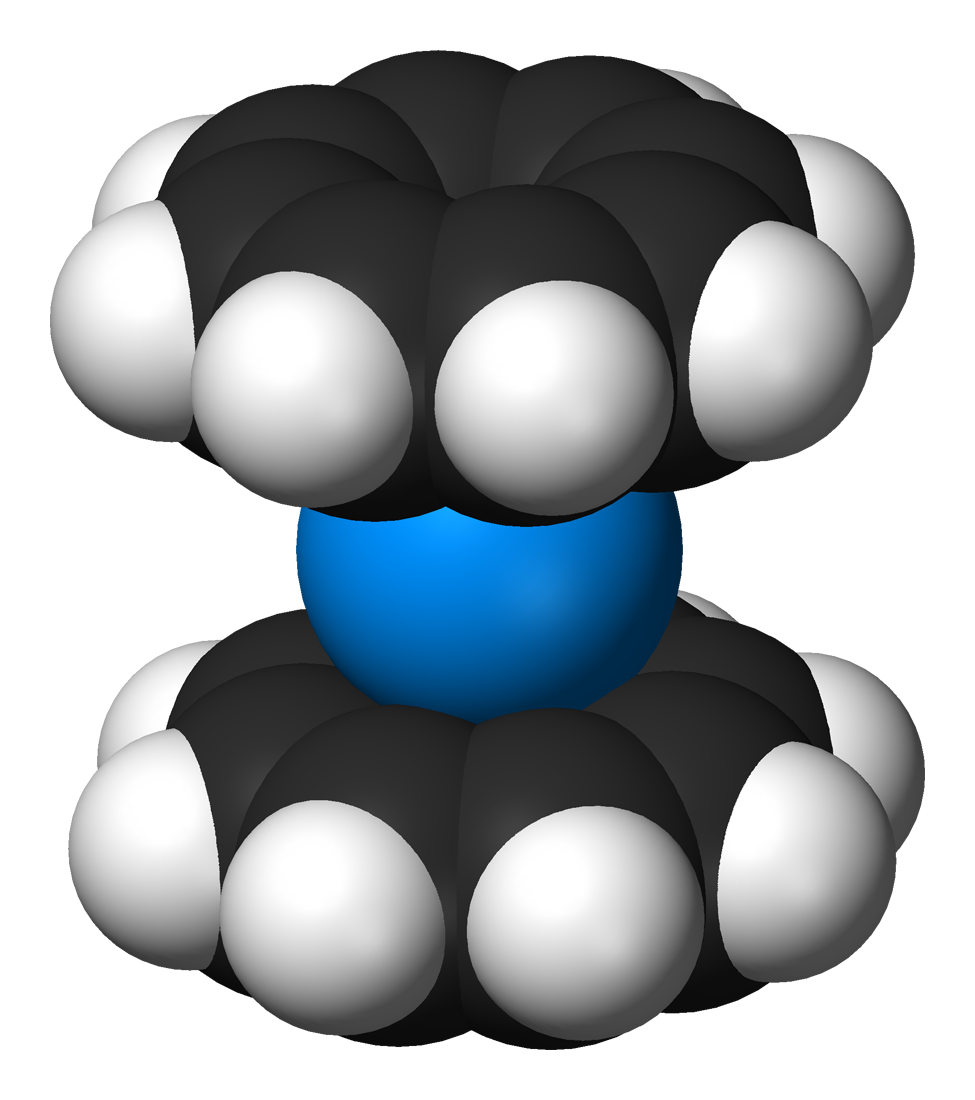
L'uranocène, un composé sandwich contenant deux cycles COT^{2−}.

Le cyclooctatétraénure de potassium (K2(COT)) se forme facilement par réaction entre le cyclooctatétraène et le potassium métallique.
L'acide cyclooctatétraénique est un acide hypothétique de formule H2C8H8 (ou H2(COT)).
L'anion cyclooctatétraénure forme des complexes avec certains métaux, incluant l'yttrium et les lanthanides.
On connaît plusieurs composés sandwich impliquant des anions cyclooctatétraénure, les plus notables étant les actinocènes, et, parmi eux, l'uranocène (U(COT)2), le thorocène (Th(COT)2) le neptunocène (Np(COT)2), le protactinocène (Pa(COT)2) et le plutonocène (Pu(COT)2). Parmi ces composés, on peut aussi citer le ferricène, Fe(COT)2 (qui ne doit pas être confondu avec le ferrocène, Fe(C8H8)2 ou Fe(Cp)2, soit deux ligands cyclopentadiényle Cp, et non pas COT).  Le composé sandwich EuCOT qui est uni-dimensionnel a été décrit comme des nanofils.
Comme les actinides peuvent aussi exister à l'état d'oxydation +3, ils peuvent aussi former des composés sandwich mixtes du type AC5H5C8H8, ou A(Cp)(COT), où A représente un actinide. Parmi eux, on peut citer par exemple UC5H5C8H8, le cyclopentadiénure-cyclooctatétraénure d'uranium.